# Edward Sapir
Edward Sapir, nemško-ameriški antropolog in lingvist, * 26. januar 1884, Lauenburg, Prusija (danes Poljska), † 4. februar 1939, New Haven, Connecticut, ZDA.
Je eden izmed soavtorjev Sapir-Whorfove hipoteze.

## Študij in delo
Študiral je germanistiko na univerzi Columbia v New Yorku in leta 1905 magistriral. Med študijem se je seznanil z antropologom Franzem Boasom, ki je bil nato njegov mentor pri proučevanju jezika in kulture staroselcev Severne Amerike. Leta 1909 je doktoriral iz gramatike jezika indijanskega plemena. V naslednjih letih je nadaljeval svoje terensko delo, prav tako pa je veliko predaval po univerzah, največ v Kanadi. Leta 1925 se je zaposlil na univerzi v Chichagu, kjer je predaval do leta 1931, nato pa se je zaposlil na univerzi Yale kot profesor jezikoslovja in antropologije. Bil je predsednik lingvističnega društva Amerike in ameriškega antropološkega društva, bil pa je tudi član nacionalne akademije znanja. Na vrhuncu kariere, leta 1939, je nenadoma umrl. 

## Dela
- Jezik: Uvod v proučevanje govora. (1921).